# Фронт за линией фронта
«Фронт за ли́нией фро́нта» — советский двухсерийный художественный фильм о Великой Отечественной войне, снятый по мотивам документального романа Семёна Цвигуна «Мы вернёмся!» Второй фильм трилогии о партизанах и военных разведчиках — «Фронт без флангов» (1975), «Фронт за линией фронта» (1977) и «Фронт в тылу врага» (1981).

## Сюжет
Двухсерийный фильм продолжает повествование фильма «Фронт без флангов», действие происходит зимой 1943 — в начале 1944 года.
Отряд во главе с опытным чекистом майором Иваном Петровичем Млынским успешно сражается в Чёрных лесах с гестаповскими карателями и с регулярными частями гитлеровской армии. На Большую землю идут ценные разведданные.

## В ролях

### СССР
| Актёр                | Роль                                                                 |
| -------------------- | -------------------------------------------------------------------- |
| Вячеслав Тихонов     | майор, позже полковник Иван Петрович Млынский                        |
| Иван Лапиков         | Ерофеич                                                              |
| Евгений Матвеев      | секретарь обкома Николай Васильевич Семиренко                        |
| Галина Польских      | медсестра Зина                                                       |
| Валерия Заклунная    | врач Ирина Петровна                                                  |
| Олег Жаков           | дед Матвей Егорович                                                  |
| Иван Переверзев      | отец Павел                                                           |
| Юрий Толубеев        | доктор Андрей Андреевич Беляев                                       |
| Гирт Яковлев         | Цвюнше                                                               |
| Игорь Ледогоров      | он же немецкий офицер Райснер, советский разведчик Андрей Афанасьев  |
| Георгий Николаенко   | лейтенант Леонид Горшков                                             |
| Мати Клоорен         | штурмбаннфюрер, он же Григорьев, немецкий разведчик Рудольф Занге    |
| Михаил Жарковский    | гауптштурмфюрер, он же «Высокий», немецкий разведчик Кляйн           |
| Александр Романцов   | Алик-Аллерт                                                          |
| Афанасий Кочетков    | бывший школьный завхоз, изменник Родины Герасим Лукьянович Павлушкин |
| Марина Дюжева        | учительница из Новгорода                                             |
| Светлана Суховей     | жена Семёна, радистка Наталья Бондаренко                             |
| Татьяна Божок        | Маша                                                                 |
| Тофик Мирзоев        | комиссар Гасан Алиевич Алиев                                         |
| Виктор Шульгин       | начальник штаба Виктор Сергеевич Хват                                |
| Евгений Шутов        | Охрим Шмиль                                                          |
| Анатолий Соловьёв    | Захар                                                                |
| Майя Булгакова       | жена Лосёнка                                                         |
| Нина Меньшикова      | жена Павлушкина                                                      |
| Андро Кобаладзе      | Иосиф Виссарионович Сталин                                           |
| Владимир Самойлов    | Ермолаев                                                             |
| Владислав Стржельчик | Алексей Иннокентьевич Антонов                                        |
| Пётр Чернов          | генерал в штабе Ермолаева                                            |

#### Озвучивание
- Артём Карапетян — чтение текста за кадром
- Эдуард Хиль — исполнение песни «А туман на луга ложится»

### ГДР
| Актёр       | Роль                       |
| ----------- | -------------------------- |
| Хеньо Хассе | генерал-полковник фон Хорн |
| Харри Питч  | бригадефюрер Карл Вольф    |

## Съёмочная группа
- Автор сценария: Семён Цвигун (в титрах указан как Семён Днепров)
- Режиссёр: Игорь Гостев
- Оператор: Александр Харитонов
- Художники-постановщики: Василий Голиков, Александр Самулекин
- Композитор: Вениамин Баснер
- Тексты песен: Михаил Матусовский
- Звукорежиссёр: Леонид Булгаков
- Директор картины: Борис Криштул

## Награды
- 1978 — Государственная премия РСФСР имени братьев Васильевых — удостоены сценарист Семён Цвигун, режиссёр Игорь Гостев, оператор Александр Харитонов, художник Александр Самулекин, актёры Олег Жаков, Игорь Ледогоров, Галина Польских
- 1978 — Всесоюзный кинофестиваль в Ереване — Специальный приз Совета Министров Армянской ССР «за глубокую разработку военно-патриотической темы»
- 1978 — Всесоюзный кинофестиваль в Ереване — приз Военного Совета и политуправления Закавказского военного округа «за лучшее воплощение военно-патриотической темы на экране», почетный диплом жюри (фильм был показан вне конкурса).
- 1978 — V Международный кинофестиваль в Ташкенте — специальный диплом и приз Совета Министров Узбекской ССР
- 1979 — Премия Ленинского комсомола — сценарист Семён Цвигун, режиссёр Игорь Гостев, актёры Вячеслав Тихонов, Иван Лапиков[1]
- 1982 — XX фестиваль чешских и словацких фильмов — специальная премия.

Генерал КГБ Семён Цвигун взял псевдоним Семён Днепров и под таким именем обозначился и в титрах и в постановлениях ЦК ВЛКСМ и Совмина РСФСР РС о присуждении ему премий Ленинского комсомола и Совмина РСФСР за сценарий. По некоторым данным, сценарии писал кинодраматург Вадим Трунин, а Цвигун осуществлял общее руководство.